# رسول أباد (مياندوآب)
رسول‌ أباد هي قرية في مقاطعة مياندوآب، إيران. عدد سكان هذه القرية هو 484 في سنة 2006.